# Гранд-Юніон
Гранд-Юніон (Гранд-Юньйон, англ. Grand Union Canal) — канал у Великій Британії, що з'єднує річку Темзу з річкою Сор, правою притокою Трента. З'єднує Лондон із Бірмінгемом. Збудовано 1929 року. Довжина 220 км.
Лондонська Маленька Венеція — місце злиття Риджентс-каналу і Паддінгтонського гирла каналу Гранд-Юніон.
На каналі розташовано 166 шлюзів. З'єднується з Оксфордським каналом.
У селі Сток-Брерн у Саут-Нортгемптонширі розташований Музей каналу (англ. The Canal Museum). Також Музей каналу є у Фокстон-локс (англ. The Foxton Canal Museum).